# Chastenuel
Chastenuel est une section de la commune française de Jax, dans le département de la Haute-Loire en région Auvergne-Rhône-Alpes.

## Géographie

### Situation
Le hameau est situé à plus de 1 040 m d'altitude, dans les monts du Livradois. Son sous-sol est constitué de granit, avec une végétation dominée par des pins d'Auvergne et des sapins.  

### Hydrographie
La Lidenne y prend sa source et parcourt 16,8 km avant de se jeter dans la Senouire au niveau de la commune de Paulhaguet.

## Toponymie
Capellanus Hospitalis Castri Noël (vers 1260) et Chastel-Noel en 1809.

## Histoire
Des médailles romaines ont été découvertes à Chastenuel.

## Randonnée
Le sentier de grande randonnée de pays Robe de Bure et Cotte de Mailles traverse Chastenuel en direction de Jax et Varennes-Saint-Honorat.

## Lieux et monuments
- Chapelle Sainte-Catherine-d'Alexandrie ou maison des béates ayant conservée la reliquaire-monstrance de sainte Catherine d'Alexandrie, datant probablement de 1839 sans certitude et qui fut donnée par le chanoine Bellant, originaire de la paroisse et chanoine titulaire de la cathédrale de Valence. Par la suite, elle a été transférée à la cure de Chavaniac-Lafayette[6].
- Foyer de ski de fond[7].